# NGC 4601
NGC 4601 је спирална галаксија у сазвежђу Кентаур која се налази на NGC листи објеката дубоког неба.
Деклинација објекта је - 40° 53' 37" а ректасцензија 12h 40m 46,6s. Привидна величина (магнитуда) објекта NGC 4601 износи 13,6 а фотографска магнитуда 14,5. NGC 4601 је још познат и под ознакама ESO 322-50, MCG -7-26-26, DCL 118, PGC 42492.